# Steganopsis pupicola
Steganopsis pupicola är en tvåvingeart som beskrevs av de Meijere 1910. Steganopsis pupicola ingår i släktet Steganopsis och familjen lövflugor. Inga underarter finns listade i Catalogue of Life.